# Спир, Хьюго
Хью́го Спир (англ. Hugo Speer, род. 17 марта 1968, Харрогейт, Северный Йоркшир, Англия) — английский актёр. Наиболее известен по роли капитана Тревиля в телесериале «Мушкетёры».
Родился в Харрогейте, Северный Йоркшир, 17 марта 1968 года. Он учился образование в гимназической школе Харрогейта.
Начал актёрскую карьеру, появившись в сериале «Чисто английское убийство» и «Биение сердца», играл второстепенную роль в фильме «Бхаджи на пляже», прежде чем получить первую заметную роль Гая в фильме «Мужской стриптиз». Позже появился в нескольких фильмах, среди которых картины «На страже смерти» и «Переводчица», в котором он сыграл роль брата героини Николь Кидман. Однако большинство работ были на телевидении: ситком «Негодники», драмы «Конец рабочего дня», «Последний детектив», «Королева воинов» и «Клуб Ракалий», а также экранизация BBC 2005 года книги Чарльза Диккенса «Холодный дом».
В 2008 году появился вместе с Мартиной Маккатчен в «Пляже воспоминаний». В 2010 году Спир снял короткометражку «Мам». В 2011 году сыграл ремонтника, предметы чьего ремонт „оживают“ в мистическом телесериале «Хейвен». Спир появляется в роли Джона Фостера в предпоследней и заключительной серии четвёртого сезона «Молокососов».
В 2017 году Спир снялся в телесериале «Британия» в роли Луция.